# 劉錫五 (鞏縣)
劉錫五（1899年2月7日—1997年4月27日），字輯廷，別號柳塘。河南省鞏縣黃瓜峪人。民國37年（1948年）在河南省第六選區當選第一屆立法委員。

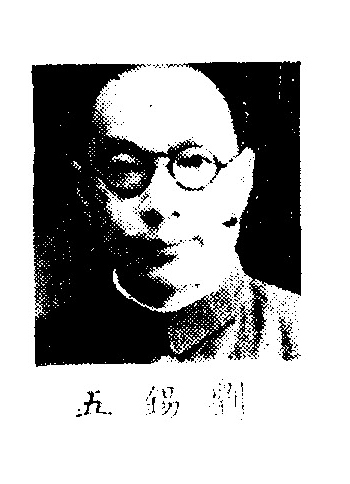
制憲國民大會代表

## 生平[1][2][3][4][5][6][7]
- 國立北京大學中國文學系畢業
- 國學研究所中央訓練團黨政高級班第一期結業
- 中國國民黨河南省黨部科長、執行委員、指導專員
- 河南第七區行政督察專員兼第一戰區司令長官部第二十七縱隊司令少將
- 河南省第十選區選出的制憲國民大會代表
- 河南省第六選區選出的第一屆立法委員
- 歷任立法院內政委員會委員兼召集委員兼公報指導委員
- 民主憲政雜誌社發行人
- 國立中央大學國文系主任
- 中華民國健康長壽會理事長
- 健康長壽月刊發行人